# Atles (topologia)
Un  atles  és un conjunt de cartes (entorns de coordenades) que proveeixen d'estructura localment euclidiana a un espai topològic.
Cada carta cobreix un entorn de l'espai donant coordenades als punts dins d'aquest entorn. Un atles és un conjunt de cartes que, a més de cobrir l'espai del tot, en cas de superposició entre dues cartes, les coordenades proveïdes per una i altra estan relacionades simplement per una funció vectorial amb "bones propietats" (és un homeomorfisme fins i tot un difeomorfisme).
Els atles són l'eina que permet donar  estructura diferenciable  als espais topològics, i el substrat per a les nocions de la geometria diferencial de varietats.

## Definició
Donat un espai topològic {\displaystyle X}, una  carta  (o també entorn coordenat) és un parell {\displaystyle (U,\varphi )}, on {\displaystyle U} és un obert de {\displaystyle X}, i {\displaystyle \varphi :U\to \mathbb {R} ^{n}} un homeomorfisme entre {\displaystyle U} i l'espai euclidià {\displaystyle \mathbb {R} ^{n}}. Aquest homeomorfisme proveeix de coordenades als punts de l'entorn {\displaystyle U}.
Un  atles  és un conjunt de cartes que cobreix la varietat al complet, i de tal manera que siguin compatibles entre si: si dues cartes donen coordenades diferents per a una regió de {\displaystyle X}, llavors la funció "canvi de coordenades "ha de ser bijectiva i contínua en els dos sentits. És a dir:
| Un atles és una família de cartes {\displaystyle \{(U_{i},\varphi _{i})\}} amb {\displaystyle \ \cup _{i}U_{i}=X} i tal que sempre que {\displaystyle O_{ij}\equiv U_{i}\cap U_{j}\neq \emptyset } la funció de transició {\displaystyle \varphi _{ij}\equiv \varphi _{i}\varphi _{j}^{-1}:\varphi _{j}(O_{ij})\to \varphi _{i}(O_{ij})} és un homeomorfisme entre oberts de {\displaystyle \mathbb {R} ^{n}}. |

### Diferenciabilitat
La definició anterior és estrictament per a un atles de classe {\displaystyle {\mathcal {C}}^{0}}. Exigint que les funcions de transició {\displaystyle \phi _{ij}} siguin difeomorfismes de classe {\displaystyle {\mathcal {C}}^{k}}, obtindríem un atles de classe {\displaystyle {\mathcal {C}}^{k}} (on {\displaystyle k} és un enter positiu, {\displaystyle \infty }, o fins i tot {\displaystyle \omega } per atles analítics).

### Compatibilitat. Estructura diferenciable.
La condició de compatibilitat entre cartes ens permet definir si dos atles de classe {\displaystyle {\mathcal {C}}^{k}} són al seu torn  compatibles : ho són si la seva unió conjuntista és un atles al seu torn, és a dir, si poden "ajuntar" en un sol atles.
Dues atles compatibles però diferents donen coordenades a l'espai  X  de maneres essencialment equivalents. Per definir l'estructura de varietat (ja sigui topològica o diferenciable) sense ambigüitats, es recorre a una classe d'equivalència d'atles compatibles entre si. Una altra manera és fer servir un  atles maximal , que conté qualsevol atles compatible amb ell. A aquests atles maximals se'ls denomina també  estructures diferenciables  (de classe {\displaystyle {\mathcal {C}}^{k}}).